# エンレイソウ属
エンレイソウ属（エンレイソウぞく、学名：Trillium、和名漢字表記：延齢草属）はシュロソウ科（APG植物分類体系による分類）の属の一つ。従来の多くの分類体系ではユリ科に分類されていた。

## 特徴
多年草。地下に太く短い根茎がある。茎は1本立ちして、茎の先端に葉が3輪生し、その先に1個の花をつける。花被片は離生し6個ある。外花被片は3個で、緑色または緑褐色、内花被片も3個で、花弁状になり白色または淡紫色になるが、ときに内花被片が欠けて無いこともある。雄蕊は6個あり、花糸は短く、葯は線形になる。子房は上位で3室あり、各室に多数の胚珠がある。花柱は3裂し、裂片は反り返る。果実は液果で、多数の種子がはいる。
ヒマラヤから東アジア、北アメリカに40-50種あり、日本には4-5種が分布する。種間の自然雑種も知られている。

## 種

### 日本の種
- エンレイソウ Trillium smallii Maxim.（シノニム:Trillium apetalon Makino）-北海道、本州、四国、九州、南千島、樺太に分布する。
- オオバナノエンレイソウ Trillium camschatcense Ker Gawl.（シノニム:Trillium kamtschaticum Pall. ex Miyabe） -本州北部、北海道、千島、樺太、朝鮮、中国東北部、ウスリー、カムチャツカ、シベリア東部に分布する。
- カワユエンレイソウ Trillium channellii I.Fukuda, J.D.Freeman et M.Itou -北海道東部に分布する。1996年に新種登録された。絶滅危惧IB類(EN)。
- コジマエンレイソウ Trillium amabile Miyabe et Tatew.（シノニム:Trillium smallii Maxim.） -北海道、樺太南部に分布する。絶滅危惧II類 (VU)。
- ミヤマエンレイソウ（シロバナエンレイソウ） Trillium tschonoskii Maxim. -北海道、本州、四国、九州、朝鮮、中国、樺太に分布する。

### 外国の主な種
- Trillium albidum J.D.Freeman -アメリカ合衆国ワシントン州、オレゴン州、カリフォルニア州に分布
- Trillium angustipetalum (Torr.) J.D.Freeman -カリフォルニア州に分布
- Trillium catesbaei Elliott -アメリカ合衆国南東部に分布
- Trillium cernuum L. -北アメリカ大陸中央部から北東部に分布
- Trillium chloropetalum (Torr.) Howell -カリフォルニア州に分布
- Trillium cuneatum Raf. -アメリカ合衆国南東部に分布
- Trillium decipiens J.D.Freeman -ジョージア州、アラバマ州、フロリダ州に分布
- Trillium decumbens Harb. -テネシー州、アラバマ州、ジョージア州に分布
- Trillium discolor Hook. -ジョージア州、サウスカロライナ州、ノースカロライナ州に分布
- Trillium erectum L. -北アメリカ大陸東部に分布
- Trillium flexipes Raf. -カナダオンタリオ州南部からアメリカ合衆国中央部、東部に分布
- Trillium foetidissimum J.D.Freeman -ルイジアナ州、ミシシッピ州に分布
- Trillium govanianum Wall. ex D.Don -アフガニスタン東部からヒマラヤに分布
- Trillium gracile J.D.Freeman -テキサス州東部からルイジアナ州西部に分布
- Trillium grandiflorum (Michx.) Salisb. -北アメリカ大陸東部に分布
- Trillium kurabayashii J.D.Freeman -オレゴン州南西部からカリフォルニア州北部に分布
- Trillium lancifolium Raf. -アメリカ合衆国南東部に分布
- Trillium ludovicianum Harb. -ルイジアナ州、ミシシッピ州、アラバマ州に分布
- Trillium luteum (Muhl.) Harb. -アメリカ合衆国南東部、ミシガン州、カナダオンタリオ州に分布
- Trillium maculatum Raf. -アメリカ合衆国南東部に分布
- Trillium nivale Riddell -アメリカ合衆国内陸北部から東部に分布
- Trillium ovatum Pursh -カナダ西部からカリフォルニア州に分布
- Trillium parviflorum V.G.Soukup -ワシントン州からオレゴン州北西部分布
- Trillium persistens W.H.Duncan -ジョージア州北東部からサウスカロライナ州西部に分布
- Trillium petiolatum Pursh -アメリカ合衆国北西部に分布
- Trillium pusillum Michx. -アメリカ合衆国中央部および南東部に分布
- Trillium recurvatum L.C.Beck -アメリカ合衆国中央部および東部に分布
- Trillium reliquum J.D.Freeman -アラバマ州、ジョージア州、サウスカロライナ州に分布
- Trillium rugelii Rendle -アメリカ合衆国南東部に分布
- Trillium sessile L. -アメリカ合衆国中央部から東部に分布
- Trillium simile Gleason -アメリカ合衆国南東部に分布
- Trillium stamineum Harb. -テネシー州、ミシシッピ州、アラバマ州に分布
- Trillium sulcatum T.S.Patrick -アメリカ合衆国中央東部に分布
- Trillium taiwanense S.S.Ying -台湾東部に分布
- Trillium underwoodii Small -アラバマ州、ルイジアナ州、フロリダ州に分布
- Trillium undulatum Willd. -北アメリカ大陸東部に分布
- Trillium vaseyi Harb. -アメリカ合衆国南東部に分布
- Trillium viride L.C.Beck -ミズーリ州、イリノイ州、ニューヨーク州に分布
- Trillium viridescens Nutt. -アメリカ合衆国中央南部に分布

## ギャラリー

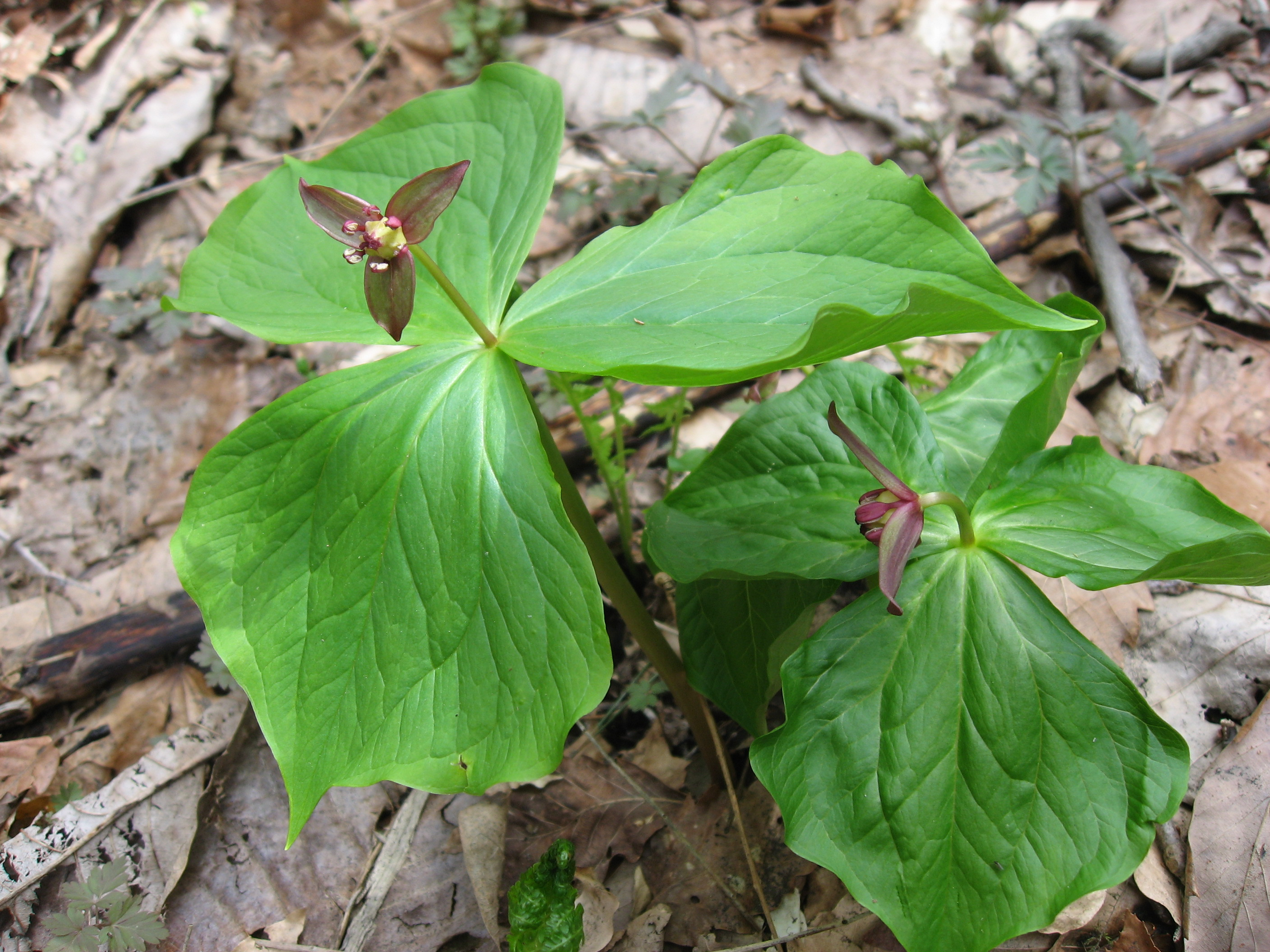
エンレイソウ Trillium smallii
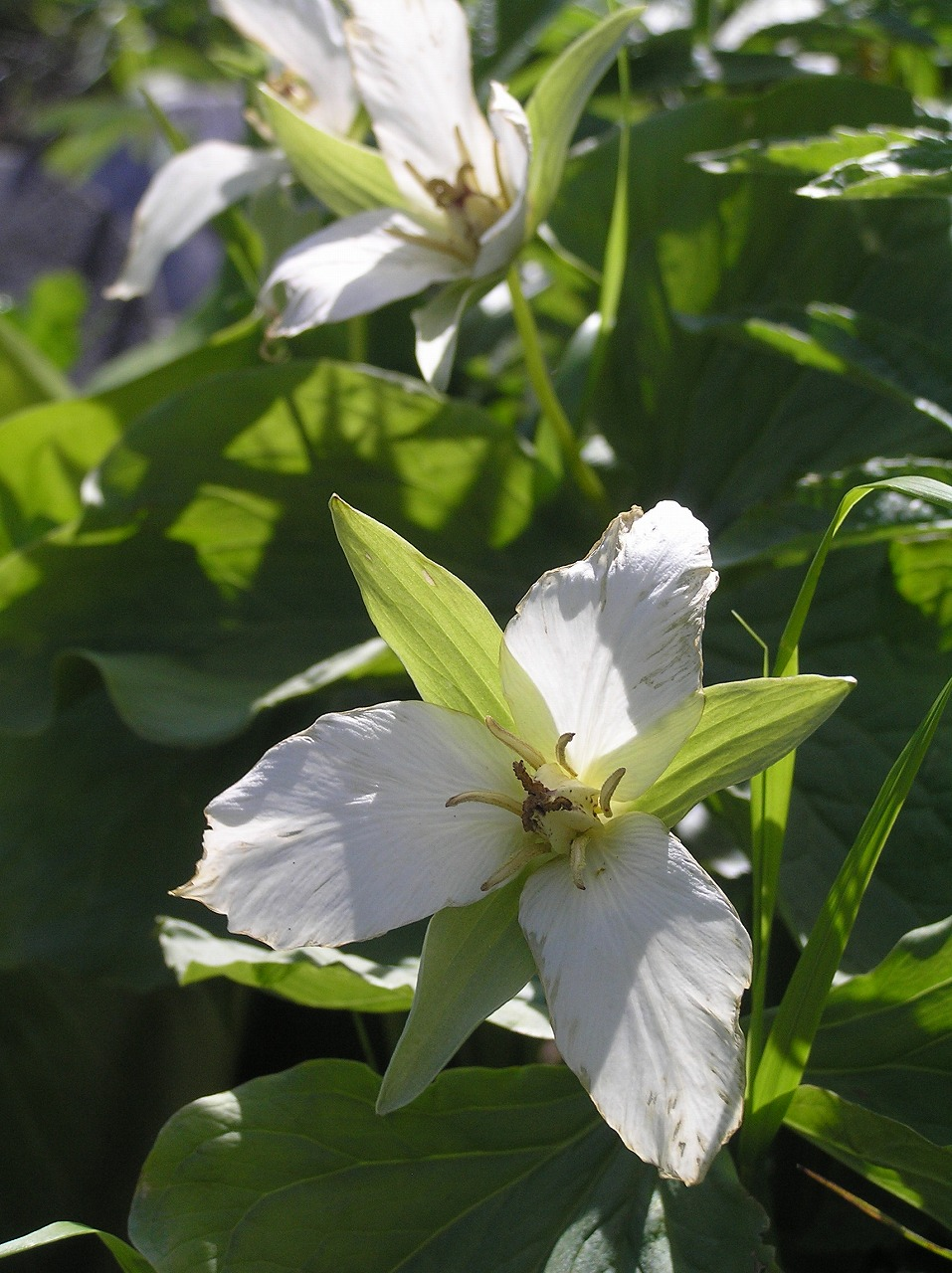
オオバナノエンレイソウ Trillium camschatcense
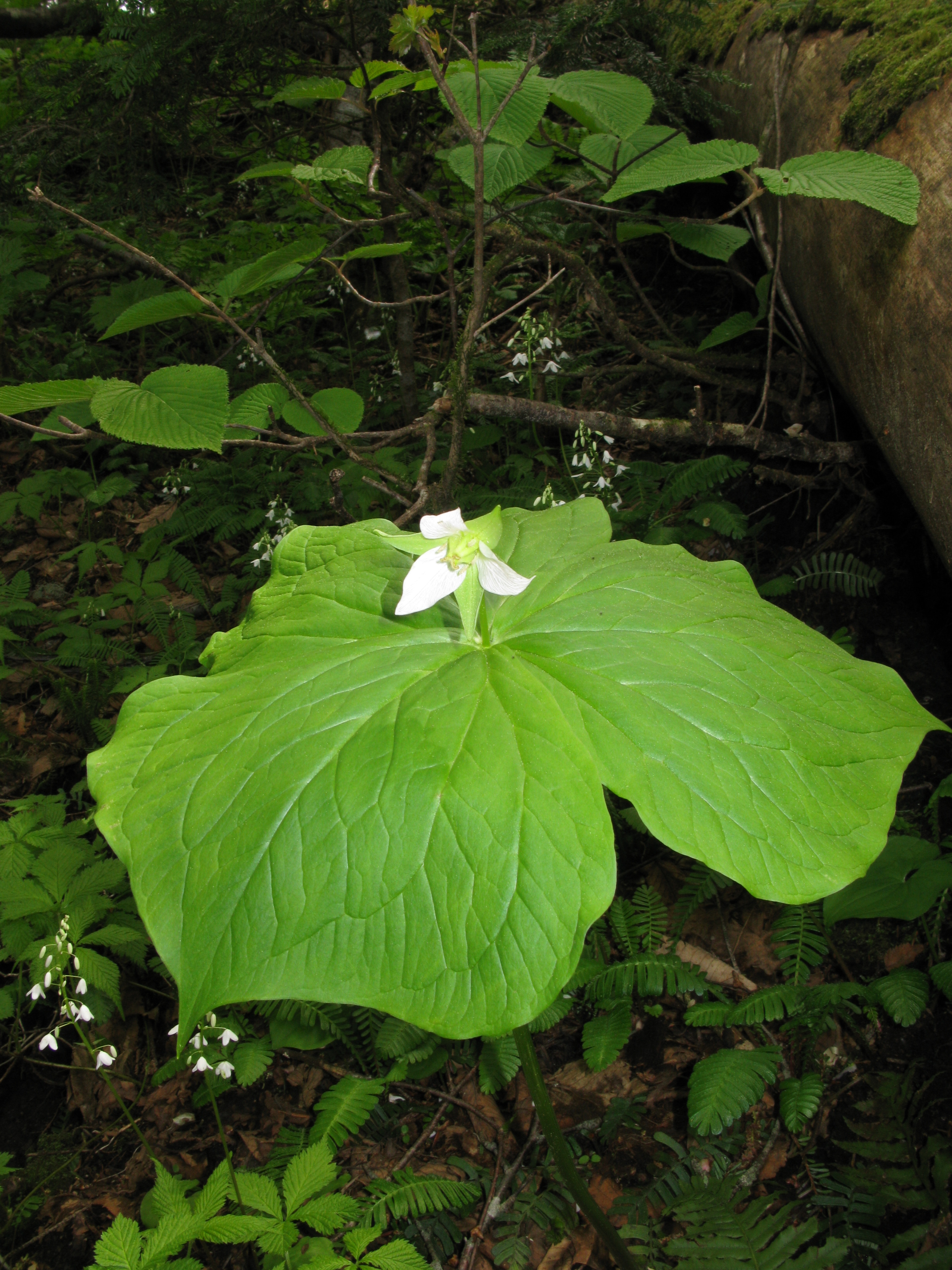
ミヤマエンレイソウ Trillium tschonoskii
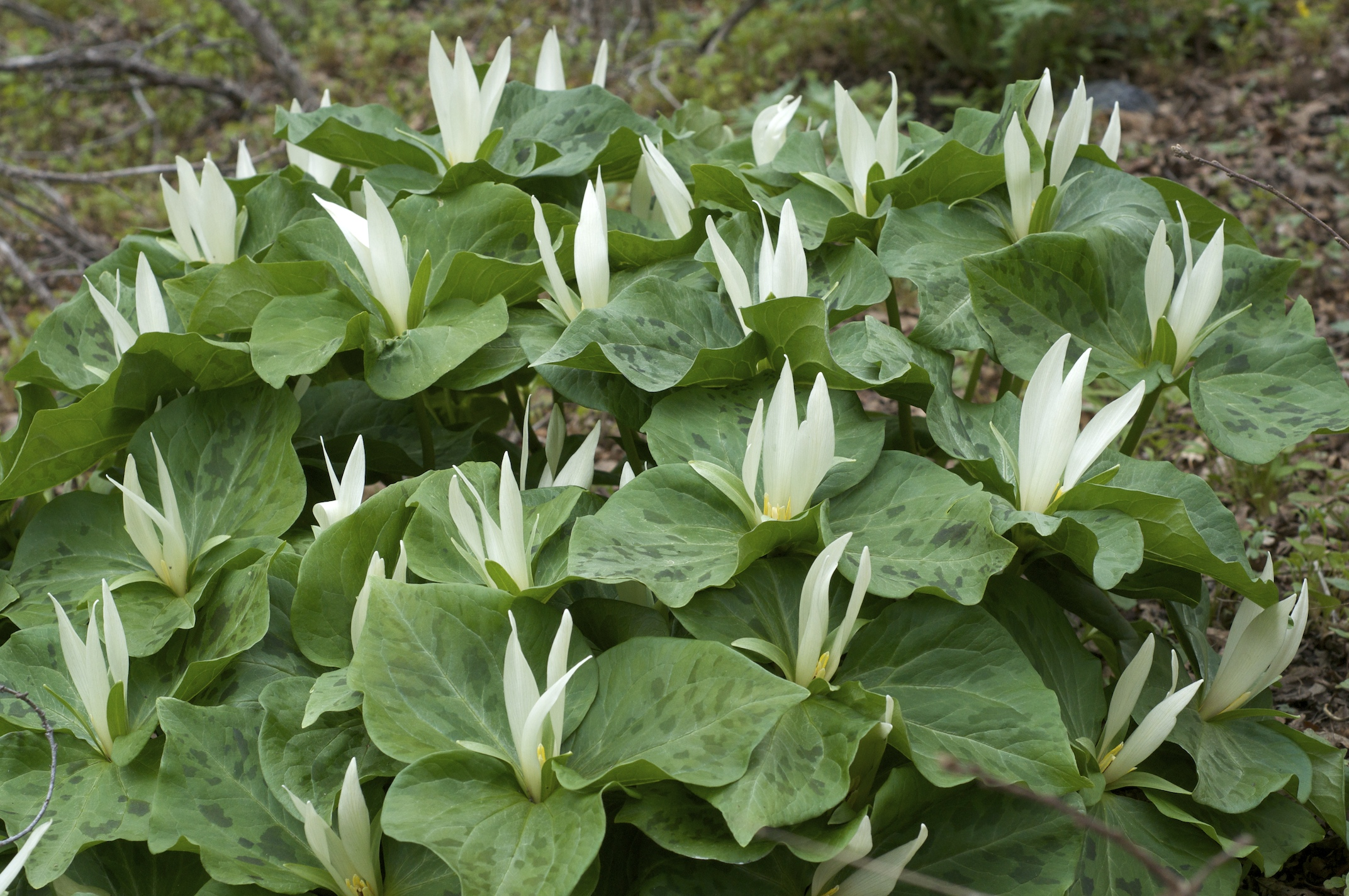
Trillium albidum
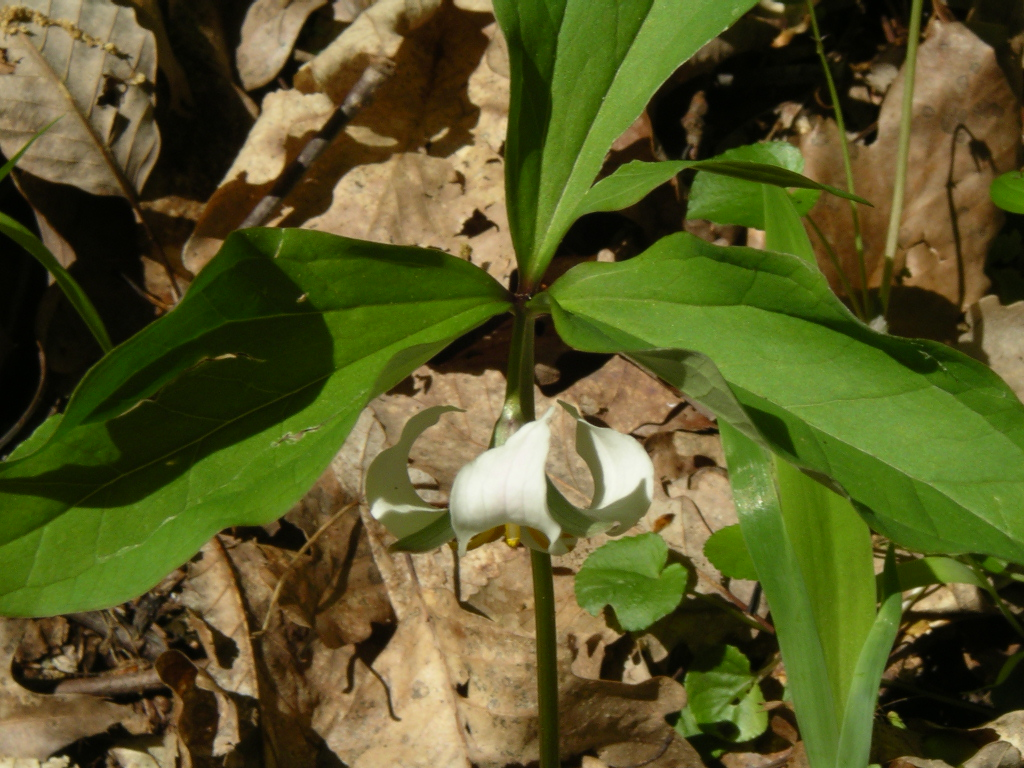
Trillium catesbaei
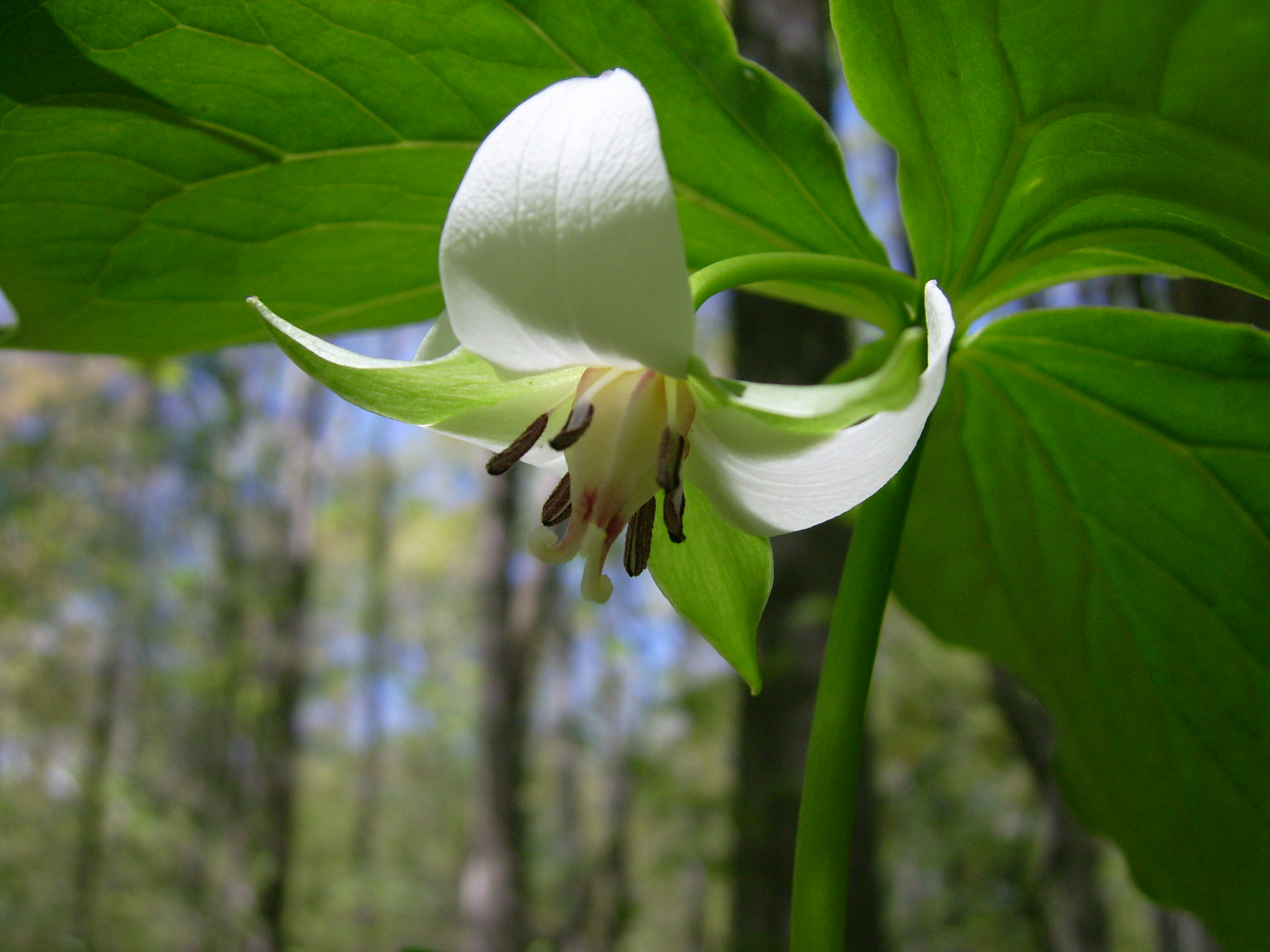
Trillium cernuum
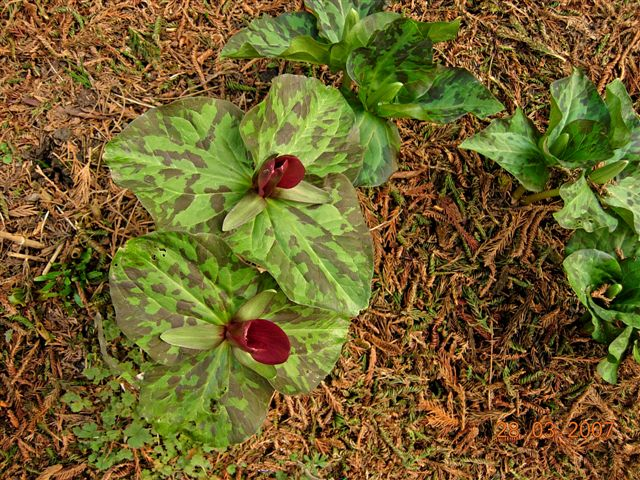
Trillium chloropetalum
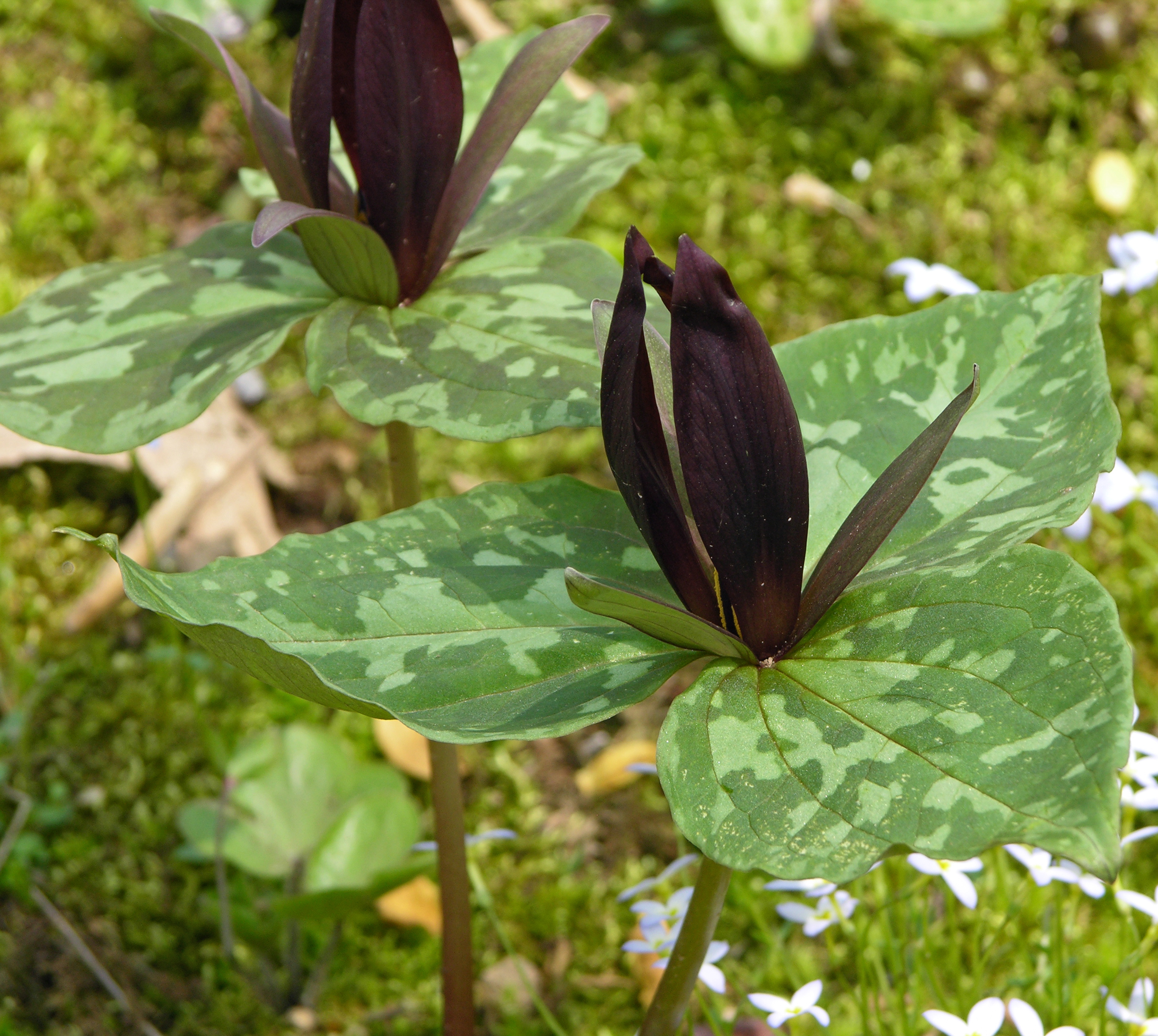
Trillium cuneatum
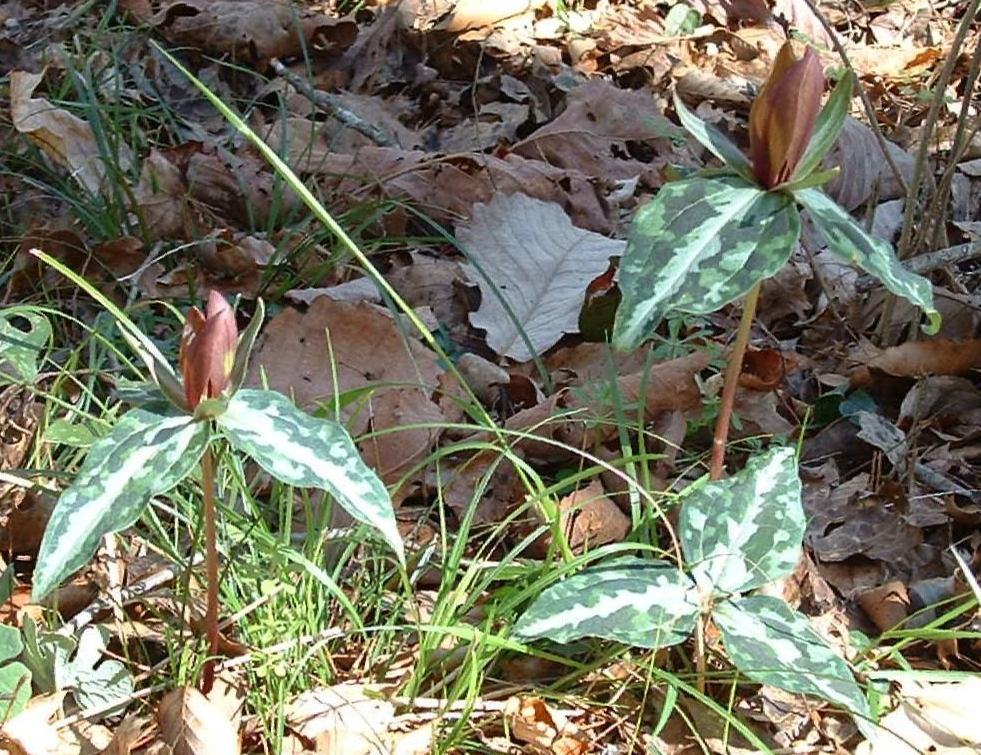
Trillium decipiens
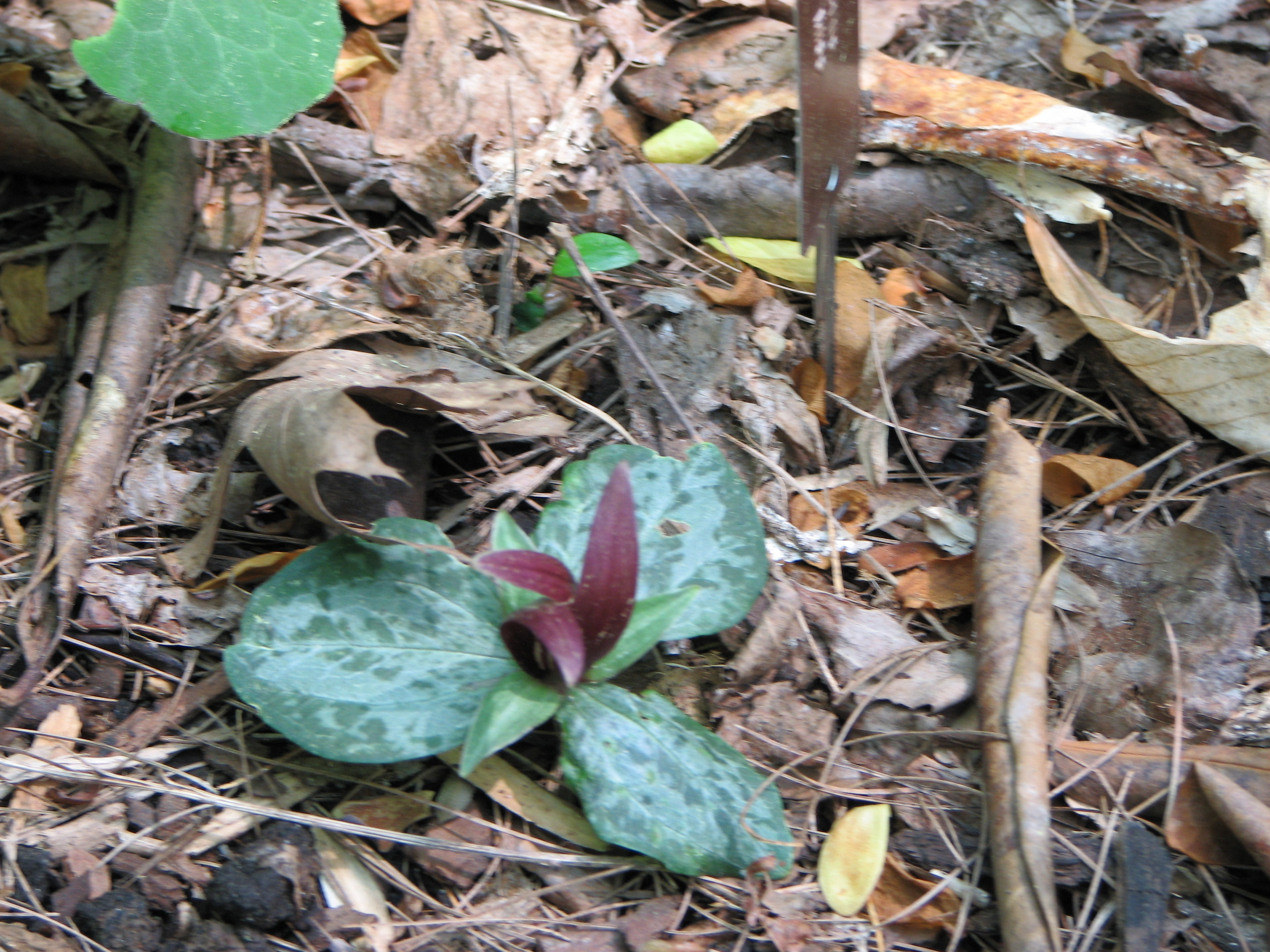
Trillium decumbens
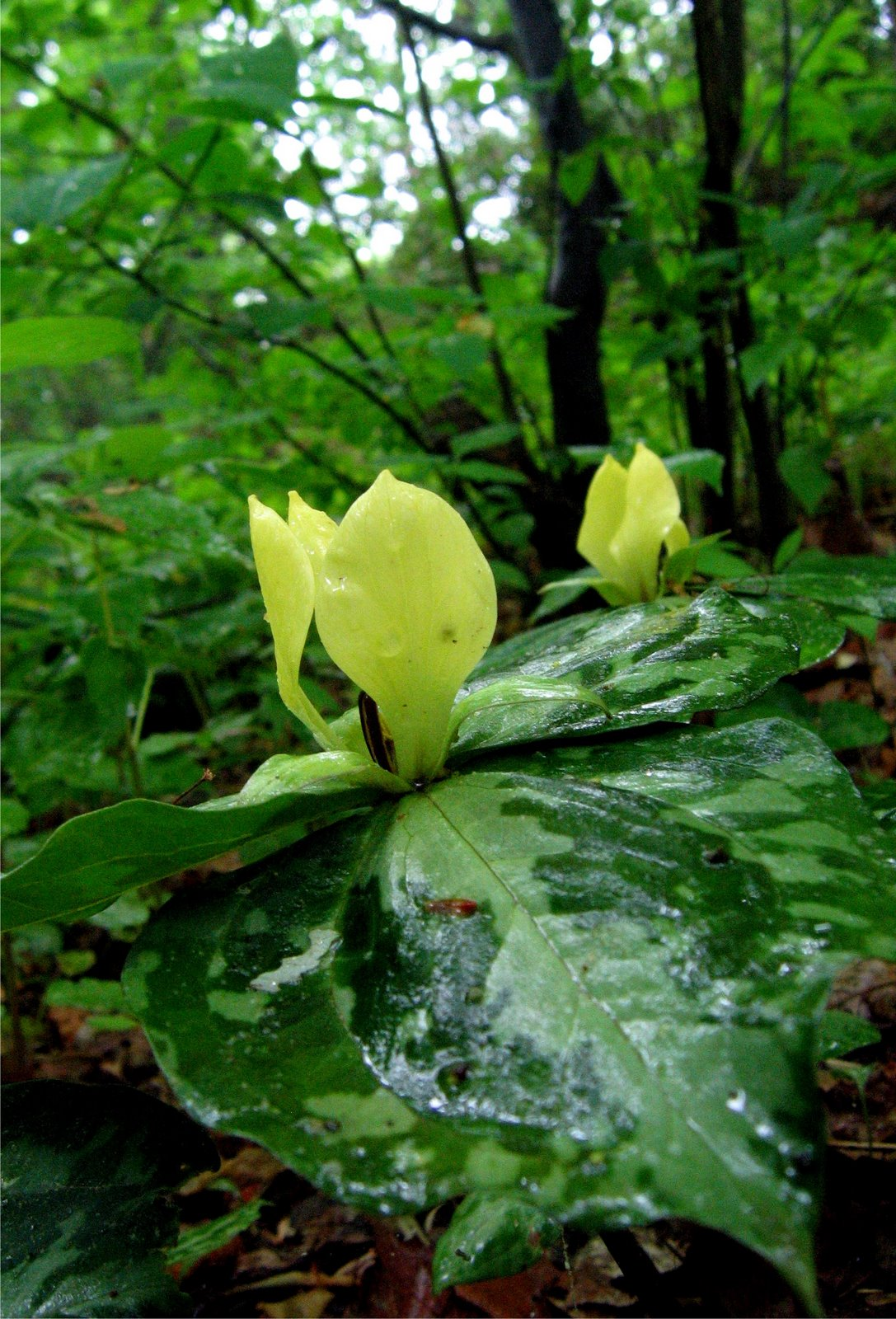
Trillium discolor
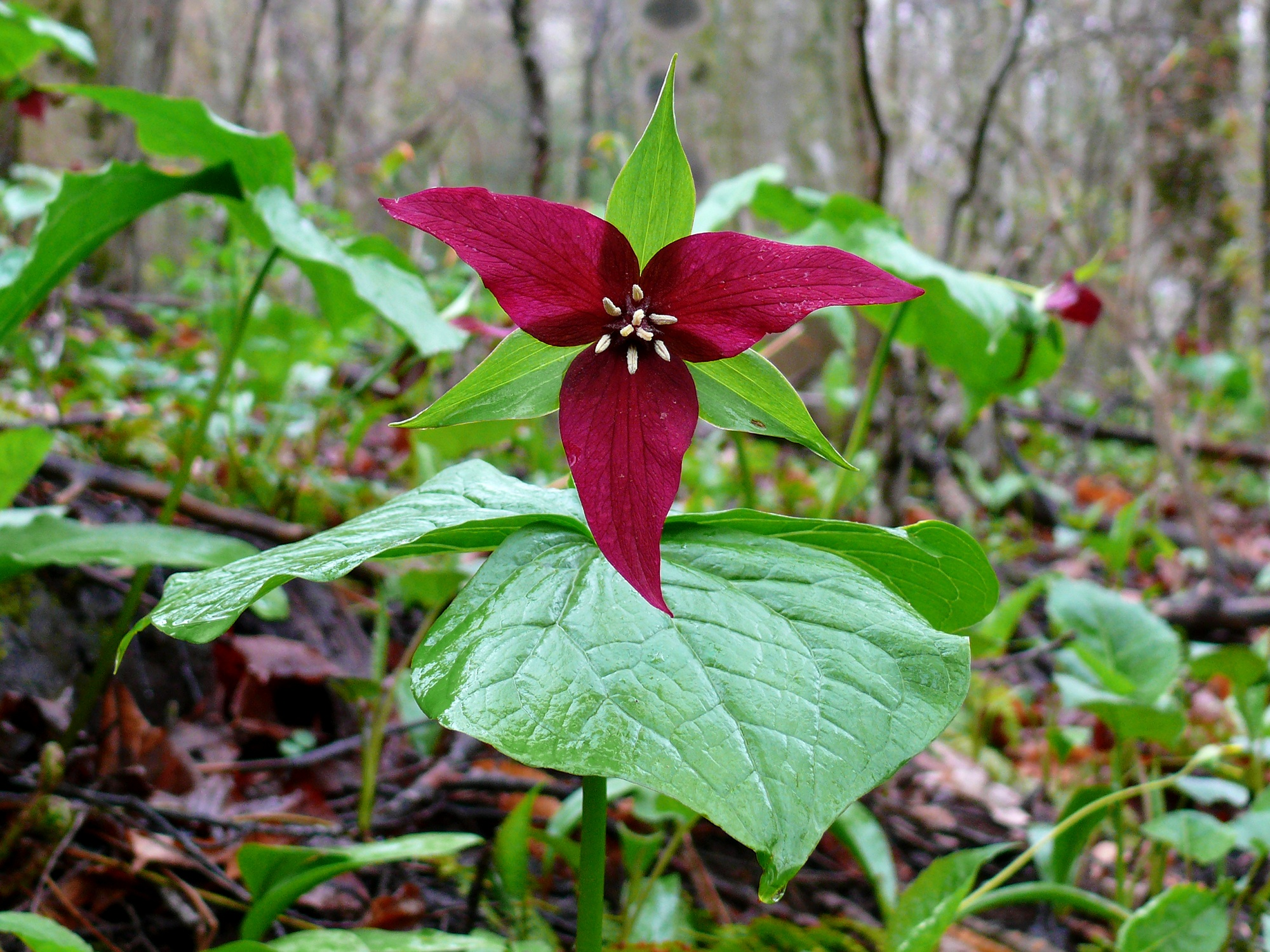
Trillium erectum